# General Alcazar
General Alcazar är en litterär gestalt som är skapad av den belgiske serieskaparen Hergé och som medverkar i flera av Hergés verk om Tintin.
Alcazar medverkade första gången i Det sönderslagna örat från 1937. Han leder det latinamerikanska landet San Theodoros där han ständigt måste kämpa om makten med general Tapioca; maktskiftena sker inte i demokratisk ordning utan genom statskupper. Alcazar utnämner Tintin till överste. De två möts återigen som hastigast i De sju kristallkulorna från 1948, där Alcazar är knivkastare på en varietéteater efter att ha förlorat makten i hemlandet, men redan snart därefter reser han hem igen efter att hans anhängare har genomfört ytterligare en statskupp.
I Koks i lasten dyker Alcazar återigen upp. Denna gång har general Tapioca åter tagit makten och Alcazar är i Europa för att köpa vapen av Dawson.
I det sista fullbordade albumet Tintin hos gerillan från 1976 leder han en gerilla i djungeln som vill störta general Tapioca från makten. I albumet får Tintin för första gången möta Alcazars hustru, den burdusa Peggy och där det visar sig att han är en toffelhjälte.